# Oliver Ellsworth Buckley
Pour les articles homonymes, voir Buckley (homonymie).
Oliver Ellsworth Buckley, né le 8 août 1887 à Sloan (Iowa) et mort le 14 décembre 1959 à Newark (New Jersey), est un ingénieur électricien américain connu pour ses contributions dans le domaine de la téléphonie sous-marine.

## Biographie
Oliver Ellsworth Buckley étudie au Grinnell College jusqu'en 1909. Il rejoint le système Bell après avoir terminé son doctorat en physique à l'Université Cornell en 1914. En 1915, Oliver Ellsworth Buckley, avec ses collègues d'AT&T, H.D. Arnold et Gustav Elmen, développe une méthode permettant d'améliorer considérablement les performances de transmission des câbles de communication sous-marins, de sorte qu'une vitesse de transmission de plus de 2 000 lettres par minute soit atteinte. Ils construisent le câble en enveloppant les conducteurs en cuivre avec du ruban permalloy recuit, un matériau que Gustav Elmen venait de découvrir, chargeant ainsi le câble par induction.
Oliver Ellsworth Buckley est élu à l'Académie nationale des sciences des États-Unis en 1937, à l'American Philosophical Society en 1942, et à l'Académie américaine des arts et des sciences en 1949.
Oliver Ellsworth Buckley est président des Bell Labs de 1940 à 1951 et président de son conseil d'administration de 1951 jusqu'à sa retraite en 1952.
Il est membre du Comité consultatif général de la Commission de l'énergie atomique des États-Unis de 1948 à 1954. Dans ce rôle, Oliver Ellsworth Buckley s'oppose à la décision de 1950 de procéder au développement de la bombe à hydrogène, mais en 1952, il change d'avis et soutient le programme.

## Distinctions
En 1954, il reçoit la médaille IEEE Edison pour « ses contributions à la science et à l'art qui ont rendu possible la construction d'un câble téléphonique transatlantique ; pour la direction avisée d'un grand laboratoire industriel ; pour ses services exceptionnels rendus au gouvernement de son pays ».
Le Prix Oliver-E.-Buckley a été nommé en son honneur.